# 이모 (음악)

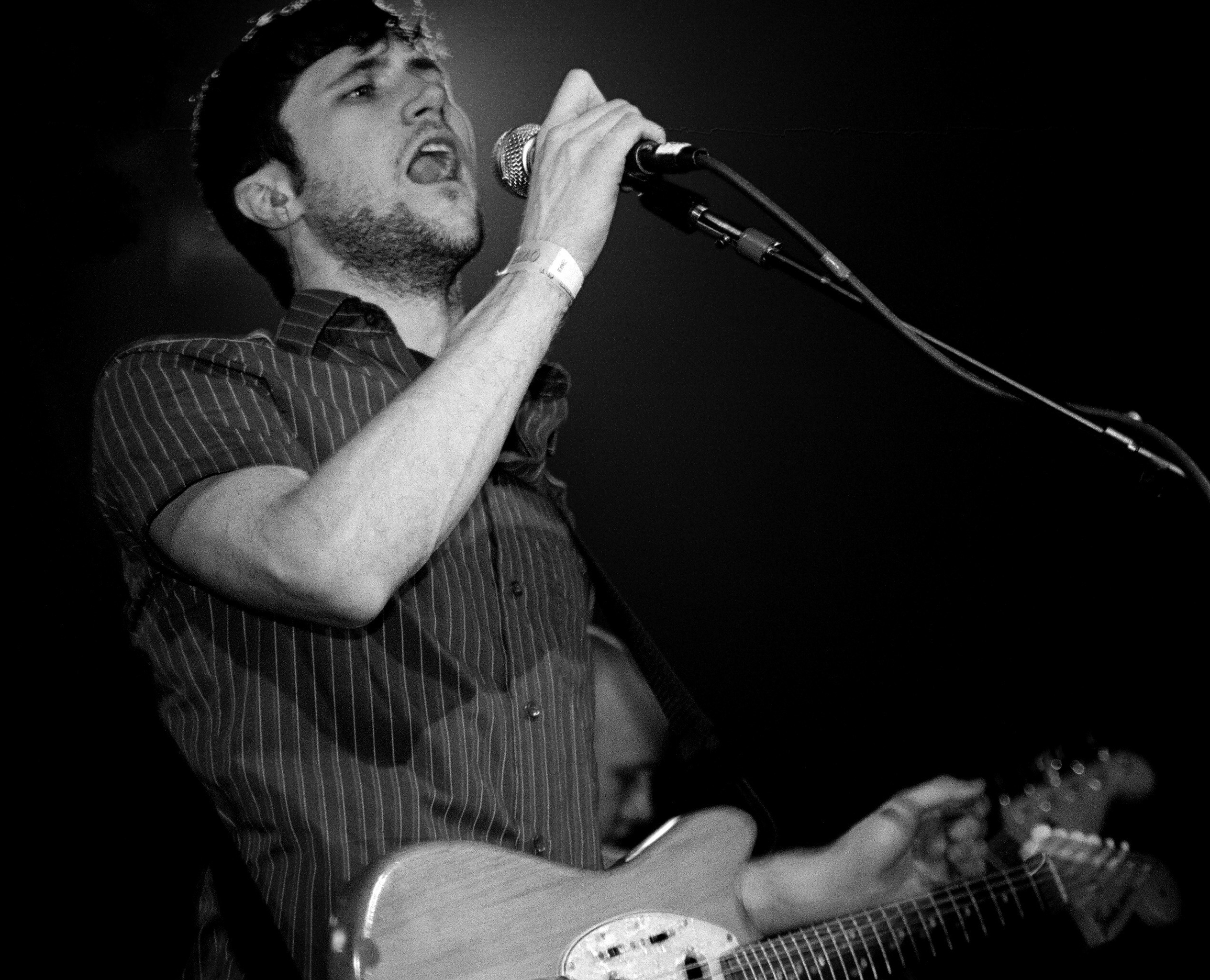

이모(emo)는 하드코어 펑크에서 파생된 음악 장르인 이모코어(emocore)의 줄임말이다. 각종 대중 매체에서는 핀치나 테이킹 백 선데이, 폴 아웃 보이, 패닉 앳 더 디스코등과 같은 포스트 하드코어 밴드나, 멜로딕한 팝 펑크밴드들 및 대개 그들을 추종하는 십대 집단 이모 키드들을 이모라고 칭했지만, 사실 실제 이모밴드들의 음악은 그들과 다르게 대중성이 없어서 처음 접할 때 많은 이들이 생소해한다. 흔히 마이 케미컬 로맨스(My Chemical Romance)를 이모 장르의 밴드로 보는 경향이 있으나, 한 인터뷰에서 이 밴드의 보컬 제라드 웨이가 이모에 대하여 'EMO is pile of shit' 이라고 비판하며, 자신들이 EMO밴드가 아님을 나타내고 음악적으로도 EMO로 분리하기 힘들다는 점 때문에 EMO라고 볼 수 없다.
한국 내에서는 흔히 이모코어의 시초가 푸가지(fugazi)라고 알려져 있지만, 해외에서는 라이츠 오브 스프링(rites of spring)이라는 의견이 지배적이다. 그 외에도, 엠브레이스(embrace)나 그레이 매터(gray matter), 안티오크 애로우(antioch arrow)등의 밴드가 초기 이모코어 밴드로 알려져 있다.